# 肯珀茨
肯珀茨，是匈牙利南部巴奇-基什孔州所辖的一个村，总面积30平方公里，总人口803，人口密度27人/平方公里（2002年）。地理坐标为46°28′N 19°52′E。